# Pelicano
Pelicanos são um gênero de grandes aves aquáticas que compõem a família Pelecanidae, a qual é monotípica para autores que desprezam os gêneros Protopelicanus, Miopelecanus e Liptornis, que englobam somente espécies extintas. São caracterizados por um longo bico e uma grande bolsa na garganta, utilizada para capturar presas e drenar a água do conteúdo recolhido antes de engolir. A maioria tem plumagem pálida, porém ocorrem também penas negras, cinzentas, castanhas e róseas. O bico, a bolsa e a pele facial nua adquirem cores vivas na época reprodutiva. As oito espécies de pelicanos vivos têm uma distribuição global irregular, variando latitudinalmente dos trópicos para a zona temperada, embora estejam ausentes do interior da América do Sul e das regiões polares e do oceano aberto. Assim como a maioria das aves aquáticas, possui os dedos unidos por membranas. Os pelicanos são encontrados em todos os continentes, exceto na Antártida.
Pertence à ordem dos Pelecaniformes que, por sua vez, é composta por colhereiros, Íbis, curicacas, caraúnas, guarás, garças, cabeças-de-martelo e cegonhas-bico-de-sapato. Alguns dos sulídeos, corvos-marinhos, fragatas, anhinguídeos e rabos-de-palha foram reclassificados, de modo a não mais integrar a ordem Pelecaniformes.
Os pelicanos frequentam as águas interiores e costeiras, onde se alimentam principalmente de peixes, capturando-os na superfície da água ou perto dela. Viajam em bandos e caçam cooperativamente. Quatro espécies de plumagem branca tendem a se aninhar no chão, e quatro espécies de plumagem marrom ou cinza nidificam principalmente em árvores. A relação entre pelicanos e pessoas tem sido frequentemente controversa. As aves foram perseguidas devido à sua concorrência com a pesca comercial e recreativa. Suas populações caíram devido à destruição de habitats, perturbação e poluição ambiental, e três espécies são de interesse de conservação. Eles também têm uma longa história de significado cultural na mitologia e na iconografia cristã e heráldica.

## Taxonomia e sistemática

### Etimologia
O gênero Pelecanus foi formalmente descrito pela primeira vez por Linnaeus, em 1758, na décima edição de Sistema Naturae. Ele descreveu como características típicas a presença de um bico reto, com ponta em forma de gancho, narinas lineares, face nua e pé com membranas interdigitais entre todos os dedos. Tal definição primitiva incluía fragatas, corvos-marinhos, sulídeos e pelicanos. O termo provém da palavra do grego antigo pelekan (πελεκάν), a qual deriva de outro vocábulo da mesma língua, pelekys (πέλεκυς), que significa machado. Na era clássica, a palavra era utilizada para designar pelicanos e pica-paus.

### Taxonomia
A família Pelecanidae foi introduzida (a princípio denominada Pelicanea) pelo polímata francês Constantine Samuel Rafinesque, em 1815. Os pelicanos cederam seu nome à ordem Pelecaniformes, que originalmente também abrangia rabos-de-palha, anhinguídeos, corvos-marinhos, fragatas e sulídeos, os quais não integram mais o clado. Por outro lado, garças e tresquiornitídeos passaram a ser classificados como pelicaniformídeos. Evidências moleculares ocasionaram a inclusão do cabeça-de-martelo e da cegonha-bico-de-sapato na ordem, apesar das dúvidas ainda existentes acerca das relações entre as três linhagens.
|  | Ardeidae          |
|  |                   |
|  | Threskiornithidae |
|  |                   |

|  | \| \| Scopus umbretta \| \| \| \| \| \| Balaeniceps rex \| \| \| \| |
|  |                                                                     |
|  | Pelicanos                                                           |
|  |                                                                     |
|  | Scopus umbretta                                                     |
|  |                                                                     |
|  | Balaeniceps rex                                                     |
|  |                                                                     |

|  | Scopus umbretta |
|  |                 |
|  | Balaeniceps rex |
|  |                 |

|  | Ardeidae          |
|  |                   |
|  | Threskiornithidae |
|  |                   |

|  | \| \| Scopus umbretta \| \| \| \| \| \| Balaeniceps rex \| \| \| \| |
|  |                                                                     |
|  | Pelicanos                                                           |
|  |                                                                     |
|  | Scopus umbretta                                                     |
|  |                                                                     |
|  | Balaeniceps rex                                                     |
|  |                                                                     |

|  | Scopus umbretta |
|  |                 |
|  | Balaeniceps rex |
|  |                 |

|  | Ardeidae          |
|  |                   |
|  | Threskiornithidae |
|  |                   |

|  | \| \| Scopus umbretta \| \| \| \| \| \| Balaeniceps rex \| \| \| \| |
|  |                                                                     |
|  | Pelicanos                                                           |
|  |                                                                     |
|  | Scopus umbretta                                                     |
|  |                                                                     |
|  | Balaeniceps rex                                                     |
|  |                                                                     |

|  | Scopus umbretta |
|  |                 |
|  | Balaeniceps rex |
|  |                 |

|  | Ardeidae          |
|  |                   |
|  | Threskiornithidae |
|  |                   |

|  | \| \| Scopus umbretta \| \| \| \| \| \| Balaeniceps rex \| \| \| \| |
|  |                                                                     |
|  | Pelicanos                                                           |
|  |                                                                     |
|  | Scopus umbretta                                                     |
|  |                                                                     |
|  | Balaeniceps rex                                                     |
|  |                                                                     |

|  | Scopus umbretta |
|  |                 |
|  | Balaeniceps rex |
|  |                 |

|  | Ardeidae          |
|  |                   |
|  | Threskiornithidae |
|  |                   |

|  | \| \| Scopus umbretta \| \| \| \| \| \| Balaeniceps rex \| \| \| \| |
|  |                                                                     |
|  | Pelicanos                                                           |
|  |                                                                     |
|  | Scopus umbretta                                                     |
|  |                                                                     |
|  | Balaeniceps rex                                                     |
|  |                                                                     |

|  | Scopus umbretta |
|  |                 |
|  | Balaeniceps rex |
|  |                 |

|  | Ardeidae          |
|  |                   |
|  | Threskiornithidae |
|  |                   |

|  | \| \| Scopus umbretta \| \| \| \| \| \| Balaeniceps rex \| \| \| \| |
|  |                                                                     |
|  | Pelicanos                                                           |
|  |                                                                     |
|  | Scopus umbretta                                                     |
|  |                                                                     |
|  | Balaeniceps rex                                                     |
|  |                                                                     |

|  | Scopus umbretta |
|  |                 |
|  | Balaeniceps rex |
|  |                 |

|  | Ardeidae          |
|  |                   |
|  | Threskiornithidae |
|  |                   |

|  | \| \| Scopus umbretta \| \| \| \| \| \| Balaeniceps rex \| \| \| \| |
|  |                                                                     |
|  | Pelicanos                                                           |
|  |                                                                     |
|  | Scopus umbretta                                                     |
|  |                                                                     |
|  | Balaeniceps rex                                                     |
|  |                                                                     |

|  | Scopus umbretta |
|  |                 |
|  | Balaeniceps rex |
|  |                 |

|  | Ardeidae          |
|  |                   |
|  | Threskiornithidae |
|  |                   |

|  | \| \| Scopus umbretta \| \| \| \| \| \| Balaeniceps rex \| \| \| \| |
|  |                                                                     |
|  | Pelicanos                                                           |
|  |                                                                     |
|  | Scopus umbretta                                                     |
|  |                                                                     |
|  | Balaeniceps rex                                                     |
|  |                                                                     |

|  | Scopus umbretta |
|  |                 |
|  | Balaeniceps rex |
|  |                 |

|  | Ardeidae          |
|  |                   |
|  | Threskiornithidae |
|  |                   |

|  | \| \| Scopus umbretta \| \| \| \| \| \| Balaeniceps rex \| \| \| \| |
|  |                                                                     |
|  | Pelicanos                                                           |
|  |                                                                     |
|  | Scopus umbretta                                                     |
|  |                                                                     |
|  | Balaeniceps rex                                                     |
|  |                                                                     |

|  | Scopus umbretta |
|  |                 |
|  | Balaeniceps rex |
|  |                 |

|  | Ardeidae          |
|  |                   |
|  | Threskiornithidae |
|  |                   |

|  | \| \| Scopus umbretta \| \| \| \| \| \| Balaeniceps rex \| \| \| \| |
|  |                                                                     |
|  | Pelicanos                                                           |
|  |                                                                     |
|  | Scopus umbretta                                                     |
|  |                                                                     |
|  | Balaeniceps rex                                                     |
|  |                                                                     |

|  | Scopus umbretta |
|  |                 |
|  | Balaeniceps rex |
|  |                 |

|  | Ardeidae          |
|  |                   |
|  | Threskiornithidae |
|  |                   |

|  | \| \| Scopus umbretta \| \| \| \| \| \| Balaeniceps rex \| \| \| \| |
|  |                                                                     |
|  | Pelicanos                                                           |
|  |                                                                     |
|  | Scopus umbretta                                                     |
|  |                                                                     |
|  | Balaeniceps rex                                                     |
|  |                                                                     |

|  | Scopus umbretta |
|  |                 |
|  | Balaeniceps rex |
|  |                 |

|  | Ardeidae          |
|  |                   |
|  | Threskiornithidae |
|  |                   |

|  | \| \| Scopus umbretta \| \| \| \| \| \| Balaeniceps rex \| \| \| \| |
|  |                                                                     |
|  | Pelicanos                                                           |
|  |                                                                     |
|  | Scopus umbretta                                                     |
|  |                                                                     |
|  | Balaeniceps rex                                                     |
|  |                                                                     |

|  | Scopus umbretta |
|  |                 |
|  | Balaeniceps rex |
|  |                 |

|  | Ardeidae          |
|  |                   |
|  | Threskiornithidae |
|  |                   |

|  | \| \| Scopus umbretta \| \| \| \| \| \| Balaeniceps rex \| \| \| \| |
|  |                                                                     |
|  | Pelicanos                                                           |
|  |                                                                     |
|  | Scopus umbretta                                                     |
|  |                                                                     |
|  | Balaeniceps rex                                                     |
|  |                                                                     |

|  | Scopus umbretta |
|  |                 |
|  | Balaeniceps rex |
|  |                 |

|  | Ardeidae          |
|  |                   |
|  | Threskiornithidae |
|  |                   |

|  | \| \| Scopus umbretta \| \| \| \| \| \| Balaeniceps rex \| \| \| \| |
|  |                                                                     |
|  | Pelicanos                                                           |
|  |                                                                     |
|  | Scopus umbretta                                                     |
|  |                                                                     |
|  | Balaeniceps rex                                                     |
|  |                                                                     |

|  | Scopus umbretta |
|  |                 |
|  | Balaeniceps rex |
|  |                 |

|  | Ardeidae          |
|  |                   |
|  | Threskiornithidae |
|  |                   |

|  | \| \| Scopus umbretta \| \| \| \| \| \| Balaeniceps rex \| \| \| \| |
|  |                                                                     |
|  | Pelicanos                                                           |
|  |                                                                     |
|  | Scopus umbretta                                                     |
|  |                                                                     |
|  | Balaeniceps rex                                                     |
|  |                                                                     |

|  | Scopus umbretta |
|  |                 |
|  | Balaeniceps rex |
|  |                 |

|  | Ardeidae          |
|  |                   |
|  | Threskiornithidae |
|  |                   |

|  | \| \| Scopus umbretta \| \| \| \| \| \| Balaeniceps rex \| \| \| \| |
|  |                                                                     |
|  | Pelicanos                                                           |
|  |                                                                     |
|  | Scopus umbretta                                                     |
|  |                                                                     |
|  | Balaeniceps rex                                                     |
|  |                                                                     |

|  | Scopus umbretta |
|  |                 |
|  | Balaeniceps rex |
|  |                 |

|  | \| \| P. crispus \| \| \| \| \| \| P. philippensis \| \| \| \| |
|  |                                                                |
|  | P. rufescens                                                   |
|  |                                                                |
|  | P. crispus                                                     |
|  |                                                                |
|  | P. philippensis                                                |
|  |                                                                |

|  | P. crispus      |
|  |                 |
|  | P. philippensis |
|  |                 |

|  | \| \| P. crispus \| \| \| \| \| \| P. philippensis \| \| \| \| |
|  |                                                                |
|  | P. rufescens                                                   |
|  |                                                                |
|  | P. crispus                                                     |
|  |                                                                |
|  | P. philippensis                                                |
|  |                                                                |

|  | P. crispus      |
|  |                 |
|  | P. philippensis |
|  |                 |

|  | \| \| P. crispus \| \| \| \| \| \| P. philippensis \| \| \| \| |
|  |                                                                |
|  | P. rufescens                                                   |
|  |                                                                |
|  | P. crispus                                                     |
|  |                                                                |
|  | P. philippensis                                                |
|  |                                                                |

|  | P. crispus      |
|  |                 |
|  | P. philippensis |
|  |                 |

|  | \| \| P. crispus \| \| \| \| \| \| P. philippensis \| \| \| \| |
|  |                                                                |
|  | P. rufescens                                                   |
|  |                                                                |
|  | P. crispus                                                     |
|  |                                                                |
|  | P. philippensis                                                |
|  |                                                                |

|  | P. crispus      |
|  |                 |
|  | P. philippensis |
|  |                 |

|  | \| \| P. occidentalis \| \| \| \| \| \| P. thagus \| \| \| \| |
|  |                                                               |
|  | P. erythrorhynchos                                            |
|  |                                                               |
|  | P. occidentalis                                               |
|  |                                                               |
|  | P. thagus                                                     |
|  |                                                               |

|  | P. occidentalis |
|  |                 |
|  | P. thagus       |
|  |                 |

|  | \| \| P. crispus \| \| \| \| \| \| P. philippensis \| \| \| \| |
|  |                                                                |
|  | P. rufescens                                                   |
|  |                                                                |
|  | P. crispus                                                     |
|  |                                                                |
|  | P. philippensis                                                |
|  |                                                                |

|  | P. crispus      |
|  |                 |
|  | P. philippensis |
|  |                 |

|  | \| \| P. crispus \| \| \| \| \| \| P. philippensis \| \| \| \| |
|  |                                                                |
|  | P. rufescens                                                   |
|  |                                                                |
|  | P. crispus                                                     |
|  |                                                                |
|  | P. philippensis                                                |
|  |                                                                |

|  | P. crispus      |
|  |                 |
|  | P. philippensis |
|  |                 |

|  | \| \| P. crispus \| \| \| \| \| \| P. philippensis \| \| \| \| |
|  |                                                                |
|  | P. rufescens                                                   |
|  |                                                                |
|  | P. crispus                                                     |
|  |                                                                |
|  | P. philippensis                                                |
|  |                                                                |

|  | P. crispus      |
|  |                 |
|  | P. philippensis |
|  |                 |

|  | \| \| P. crispus \| \| \| \| \| \| P. philippensis \| \| \| \| |
|  |                                                                |
|  | P. rufescens                                                   |
|  |                                                                |
|  | P. crispus                                                     |
|  |                                                                |
|  | P. philippensis                                                |
|  |                                                                |

|  | P. crispus      |
|  |                 |
|  | P. philippensis |
|  |                 |

|  | \| \| P. occidentalis \| \| \| \| \| \| P. thagus \| \| \| \| |
|  |                                                               |
|  | P. erythrorhynchos                                            |
|  |                                                               |
|  | P. occidentalis                                               |
|  |                                                               |
|  | P. thagus                                                     |
|  |                                                               |

|  | P. occidentalis |
|  |                 |
|  | P. thagus       |
|  |                 |

|  | \| \| P. crispus \| \| \| \| \| \| P. philippensis \| \| \| \| |
|  |                                                                |
|  | P. rufescens                                                   |
|  |                                                                |
|  | P. crispus                                                     |
|  |                                                                |
|  | P. philippensis                                                |
|  |                                                                |

|  | P. crispus      |
|  |                 |
|  | P. philippensis |
|  |                 |

|  | \| \| P. crispus \| \| \| \| \| \| P. philippensis \| \| \| \| |
|  |                                                                |
|  | P. rufescens                                                   |
|  |                                                                |
|  | P. crispus                                                     |
|  |                                                                |
|  | P. philippensis                                                |
|  |                                                                |

|  | P. crispus      |
|  |                 |
|  | P. philippensis |
|  |                 |

|  | \| \| P. crispus \| \| \| \| \| \| P. philippensis \| \| \| \| |
|  |                                                                |
|  | P. rufescens                                                   |
|  |                                                                |
|  | P. crispus                                                     |
|  |                                                                |
|  | P. philippensis                                                |
|  |                                                                |

|  | P. crispus      |
|  |                 |
|  | P. philippensis |
|  |                 |

|  | \| \| P. crispus \| \| \| \| \| \| P. philippensis \| \| \| \| |
|  |                                                                |
|  | P. rufescens                                                   |
|  |                                                                |
|  | P. crispus                                                     |
|  |                                                                |
|  | P. philippensis                                                |
|  |                                                                |

|  | P. crispus      |
|  |                 |
|  | P. philippensis |
|  |                 |

|  | \| \| P. occidentalis \| \| \| \| \| \| P. thagus \| \| \| \| |
|  |                                                               |
|  | P. erythrorhynchos                                            |
|  |                                                               |
|  | P. occidentalis                                               |
|  |                                                               |
|  | P. thagus                                                     |
|  |                                                               |

|  | P. occidentalis |
|  |                 |
|  | P. thagus       |
|  |                 |

|  | \| \| P. crispus \| \| \| \| \| \| P. philippensis \| \| \| \| |
|  |                                                                |
|  | P. rufescens                                                   |
|  |                                                                |
|  | P. crispus                                                     |
|  |                                                                |
|  | P. philippensis                                                |
|  |                                                                |

|  | P. crispus      |
|  |                 |
|  | P. philippensis |
|  |                 |

|  | \| \| P. crispus \| \| \| \| \| \| P. philippensis \| \| \| \| |
|  |                                                                |
|  | P. rufescens                                                   |
|  |                                                                |
|  | P. crispus                                                     |
|  |                                                                |
|  | P. philippensis                                                |
|  |                                                                |

|  | P. crispus      |
|  |                 |
|  | P. philippensis |
|  |                 |

|  | \| \| P. crispus \| \| \| \| \| \| P. philippensis \| \| \| \| |
|  |                                                                |
|  | P. rufescens                                                   |
|  |                                                                |
|  | P. crispus                                                     |
|  |                                                                |
|  | P. philippensis                                                |
|  |                                                                |

|  | P. crispus      |
|  |                 |
|  | P. philippensis |
|  |                 |

|  | \| \| P. crispus \| \| \| \| \| \| P. philippensis \| \| \| \| |
|  |                                                                |
|  | P. rufescens                                                   |
|  |                                                                |
|  | P. crispus                                                     |
|  |                                                                |
|  | P. philippensis                                                |
|  |                                                                |

|  | P. crispus      |
|  |                 |
|  | P. philippensis |
|  |                 |

|  | \| \| P. occidentalis \| \| \| \| \| \| P. thagus \| \| \| \| |
|  |                                                               |
|  | P. erythrorhynchos                                            |
|  |                                                               |
|  | P. occidentalis                                               |
|  |                                                               |
|  | P. thagus                                                     |
|  |                                                               |

|  | P. occidentalis |
|  |                 |
|  | P. thagus       |
|  |                 |

|  | \| \| P. crispus \| \| \| \| \| \| P. philippensis \| \| \| \| |
|  |                                                                |
|  | P. rufescens                                                   |
|  |                                                                |
|  | P. crispus                                                     |
|  |                                                                |
|  | P. philippensis                                                |
|  |                                                                |

|  | P. crispus      |
|  |                 |
|  | P. philippensis |
|  |                 |

|  | \| \| P. crispus \| \| \| \| \| \| P. philippensis \| \| \| \| |
|  |                                                                |
|  | P. rufescens                                                   |
|  |                                                                |
|  | P. crispus                                                     |
|  |                                                                |
|  | P. philippensis                                                |
|  |                                                                |

|  | P. crispus      |
|  |                 |
|  | P. philippensis |
|  |                 |

|  | \| \| P. crispus \| \| \| \| \| \| P. philippensis \| \| \| \| |
|  |                                                                |
|  | P. rufescens                                                   |
|  |                                                                |
|  | P. crispus                                                     |
|  |                                                                |
|  | P. philippensis                                                |
|  |                                                                |

|  | P. crispus      |
|  |                 |
|  | P. philippensis |
|  |                 |

|  | \| \| P. crispus \| \| \| \| \| \| P. philippensis \| \| \| \| |
|  |                                                                |
|  | P. rufescens                                                   |
|  |                                                                |
|  | P. crispus                                                     |
|  |                                                                |
|  | P. philippensis                                                |
|  |                                                                |

|  | P. crispus      |
|  |                 |
|  | P. philippensis |
|  |                 |

|  | \| \| P. occidentalis \| \| \| \| \| \| P. thagus \| \| \| \| |
|  |                                                               |
|  | P. erythrorhynchos                                            |
|  |                                                               |
|  | P. occidentalis                                               |
|  |                                                               |
|  | P. thagus                                                     |
|  |                                                               |

|  | P. occidentalis |
|  |                 |
|  | P. thagus       |
|  |                 |

|  | \| \| P. crispus \| \| \| \| \| \| P. philippensis \| \| \| \| |
|  |                                                                |
|  | P. rufescens                                                   |
|  |                                                                |
|  | P. crispus                                                     |
|  |                                                                |
|  | P. philippensis                                                |
|  |                                                                |

|  | P. crispus      |
|  |                 |
|  | P. philippensis |
|  |                 |

|  | \| \| P. crispus \| \| \| \| \| \| P. philippensis \| \| \| \| |
|  |                                                                |
|  | P. rufescens                                                   |
|  |                                                                |
|  | P. crispus                                                     |
|  |                                                                |
|  | P. philippensis                                                |
|  |                                                                |

|  | P. crispus      |
|  |                 |
|  | P. philippensis |
|  |                 |

|  | \| \| P. crispus \| \| \| \| \| \| P. philippensis \| \| \| \| |
|  |                                                                |
|  | P. rufescens                                                   |
|  |                                                                |
|  | P. crispus                                                     |
|  |                                                                |
|  | P. philippensis                                                |
|  |                                                                |

|  | P. crispus      |
|  |                 |
|  | P. philippensis |
|  |                 |

|  | \| \| P. crispus \| \| \| \| \| \| P. philippensis \| \| \| \| |
|  |                                                                |
|  | P. rufescens                                                   |
|  |                                                                |
|  | P. crispus                                                     |
|  |                                                                |
|  | P. philippensis                                                |
|  |                                                                |

|  | P. crispus      |
|  |                 |
|  | P. philippensis |
|  |                 |

|  | \| \| P. occidentalis \| \| \| \| \| \| P. thagus \| \| \| \| |
|  |                                                               |
|  | P. erythrorhynchos                                            |
|  |                                                               |
|  | P. occidentalis                                               |
|  |                                                               |
|  | P. thagus                                                     |
|  |                                                               |

|  | P. occidentalis |
|  |                 |
|  | P. thagus       |
|  |                 |

|  | \| \| P. crispus \| \| \| \| \| \| P. philippensis \| \| \| \| |
|  |                                                                |
|  | P. rufescens                                                   |
|  |                                                                |
|  | P. crispus                                                     |
|  |                                                                |
|  | P. philippensis                                                |
|  |                                                                |

|  | P. crispus      |
|  |                 |
|  | P. philippensis |
|  |                 |

|  | \| \| P. crispus \| \| \| \| \| \| P. philippensis \| \| \| \| |
|  |                                                                |
|  | P. rufescens                                                   |
|  |                                                                |
|  | P. crispus                                                     |
|  |                                                                |
|  | P. philippensis                                                |
|  |                                                                |

|  | P. crispus      |
|  |                 |
|  | P. philippensis |
|  |                 |

|  | \| \| P. crispus \| \| \| \| \| \| P. philippensis \| \| \| \| |
|  |                                                                |
|  | P. rufescens                                                   |
|  |                                                                |
|  | P. crispus                                                     |
|  |                                                                |
|  | P. philippensis                                                |
|  |                                                                |

|  | P. crispus      |
|  |                 |
|  | P. philippensis |
|  |                 |

|  | \| \| P. crispus \| \| \| \| \| \| P. philippensis \| \| \| \| |
|  |                                                                |
|  | P. rufescens                                                   |
|  |                                                                |
|  | P. crispus                                                     |
|  |                                                                |
|  | P. philippensis                                                |
|  |                                                                |

|  | P. crispus      |
|  |                 |
|  | P. philippensis |
|  |                 |

|  | \| \| P. occidentalis \| \| \| \| \| \| P. thagus \| \| \| \| |
|  |                                                               |
|  | P. erythrorhynchos                                            |
|  |                                                               |
|  | P. occidentalis                                               |
|  |                                                               |
|  | P. thagus                                                     |
|  |                                                               |

|  | P. occidentalis |
|  |                 |
|  | P. thagus       |
|  |                 |

|  | \| \| P. crispus \| \| \| \| \| \| P. philippensis \| \| \| \| |
|  |                                                                |
|  | P. rufescens                                                   |
|  |                                                                |
|  | P. crispus                                                     |
|  |                                                                |
|  | P. philippensis                                                |
|  |                                                                |

|  | P. crispus      |
|  |                 |
|  | P. philippensis |
|  |                 |

|  | \| \| P. crispus \| \| \| \| \| \| P. philippensis \| \| \| \| |
|  |                                                                |
|  | P. rufescens                                                   |
|  |                                                                |
|  | P. crispus                                                     |
|  |                                                                |
|  | P. philippensis                                                |
|  |                                                                |

|  | P. crispus      |
|  |                 |
|  | P. philippensis |
|  |                 |

|  | \| \| P. crispus \| \| \| \| \| \| P. philippensis \| \| \| \| |
|  |                                                                |
|  | P. rufescens                                                   |
|  |                                                                |
|  | P. crispus                                                     |
|  |                                                                |
|  | P. philippensis                                                |
|  |                                                                |

|  | P. crispus      |
|  |                 |
|  | P. philippensis |
|  |                 |

|  | \| \| P. crispus \| \| \| \| \| \| P. philippensis \| \| \| \| |
|  |                                                                |
|  | P. rufescens                                                   |
|  |                                                                |
|  | P. crispus                                                     |
|  |                                                                |
|  | P. philippensis                                                |
|  |                                                                |

|  | P. crispus      |
|  |                 |
|  | P. philippensis |
|  |                 |

|  | \| \| P. occidentalis \| \| \| \| \| \| P. thagus \| \| \| \| |
|  |                                                               |
|  | P. erythrorhynchos                                            |
|  |                                                               |
|  | P. occidentalis                                               |
|  |                                                               |
|  | P. thagus                                                     |
|  |                                                               |

|  | P. occidentalis |
|  |                 |
|  | P. thagus       |
|  |                 |

### Espécies viventes
As oito expécies não extintas são tradicionalmente divididas em dois grupos, um que contém aves as quais constroem ninhos no solo e plumagem comumente branca nos adultos (pelicano-americano, pelicano-branco, pelicano-australiano e pelicano-crespo), e outro que engloba os que possuem penas cinzas ou castanhas e nidificam em árvores (pelicano-pardo, pelicano-rosado e pelicano-oriental) ou em rochas de praias (pelicano-peruano). O pelicano-pardo e o pelicano-peruano, outrora considerados coespecíficos, são inclusos, por alguns autores, em um subgênero próprio, o Leptopelicanus, de modo a serem classificados como Pelecanus (Leptopelicanus) occidentalis e  Pelecanus (Leptopelicanus) thagus, respectivamente.

O sequenciamento genético, tanto do ADN nuclear, quanto do ADN mitocondrial, demostrou relações bastante distintas - as três espécies do Novo Mundo formam uma linhagem, em que se encontram o pelicano-americano, o pelicano-pardo e o pelicano-peruano; enquanto as cinco espécies do Velho Mundo compõem outra. A mesma pesquisa aponta que o membro da linhagem oriental mais próxima da ocidental é o pelicano-australiano. O pelicano-comum, que pertence à maior linha, foi o primeiro a divergir do ancestral comum das outras quatro espécies. A descoberta sugere que os pelicanos ocidentais teriam evoluído de ancestrais orientais e teriam dispersado-se pelas Américas, e que a preferência por ninhos em árvores ou no solo estaria mais relacionada ao tamanho do que à genética.
| Espécies viventes de pelicanos                               | Espécies viventes de pelicanos | Espécies viventes de pelicanos | Espécies viventes de pelicanos |
| Nomes comum e binomial                                       | Imagem                         | Descrição | Distribuição e Status |
| ------------------------------------------------------------ | ------------------------------ | --- | --- |
| Pelicano-americano Pelecanus erythrorhynchos Gmelin, 1789    |                                | Comprimento de 130 a 180 cm, envergadura de 244 a 290 cm, massa de 5 a 9 kg. Plumagem quase totalmente branca, exceto pelas rêmiges primárias e secundárias visíveis apenas durante o voo. Bico cor-de-rosa-claro. Região amarela próxima aos olhos e à base da bolsa.                             | Monotípica. América do Norte. Status: Pouco preocupante. |
| Pelicano-pardo Pelecanus occidentalis Linnaeus, 1766         | Brown pelican                  | Comprimento maior que 140 cm, envergadura de 200 a 230 cm, massa de 3,6 a 4,5 kg. Menor espécie. Plumagem negra ou castanha. Mergulha durante a caça. Bico cinzento. | Cinco subespécies. Das costas norte-americana e caribenha às costas sul-americanas e de Galápagos. Status: Pouco preocupante.                                       |
| Pelicano-peruano Pelecanus thagus Molina, 1782               | Peruvian pelican               | Comprimento maior que 152 cm, envergadura média de 248 cm, massa média de 7 kg. Preto com uma listra branca da região superior da cabeça às laterais do pescoço. | Monotípica. Costa do Oceano Pacífico, desde o Equador e Peru até o Chile. Status: Quase ameaçada.                                                                   |
| Pelicano-branco Pelecanus onocrotalus Linnaeus, 1758         | Great white pelican            | Comprimento de 140 a 175 cm, envergadura de 245 a 295 cm, massa de 10 a 11 kg. Plumagem branca, com regiões róseas na cara e nas patas. Bico coral. | Monotípica. Disperso do leste do mar Mediterrâneo à Indochina, na direção leste, e à África do SUl, na direção sul. Status: Pouco preocupante.                      |
| Pelicano-australiano Pelecanus conspicillatus Temminck, 1824 | Australian pelican             | Comprimento de 160 a 190 cm, envergadura de 250 a 340 cm, massa de 4 a 8,2 kg. Plumagem predominantemente branca, com penas primárias pretas. Bico cor-de-rosa-claro. | Monotípica. Austrália e Nova Guiné. Vaga pelos seguintes locais: Nova Zelândia, ilhas Salomão, arquipélago de Bismarck, Fiji e Wallacea. Status: Pouco preocupante. |
| Pelicano-rosado Pelecanus rufescens Gmelin, 1789             | Pink-backed pelican            | Comprimento de 125 a 132 cm, envergadura de 265 a 290 cm, massa de 3,9 a 7 kg. Penas cinzentas, ocasionalmente cor-de-rosa. Bico amarelo | Monotípica. África, Seychelles e sudoeste da Arábia Saudita. Extinto em Madagascar. Status: Pouco Preocupante.                                                      |
| Pelicano-crespo Pelecanus crispus Bruch, 1832                | Dalmatian pelican              | Comprimento de 160 a 180 cm, envergadura de 270 a 320 cm, massa de 10 a 12 kg. Maior pelicano. Diferencia-se do pelicano-comum pelas penas encaracoladas na nuca, pernas cinzas e plumagem cinza e branca. Possui também um bico o qual é cinza na região superior e alaranjado na parte inferior. | Monotípica. Do sudeste europeu à ìndia e China. Status: Quase ameaçada.                                                                                             |
| Pelicano-oriental Pelecanus philippensis Gmelin, 1789        | Spot-billed pelican            | Comprimento de 127 a 152 cm, envergadura média de 250 cm, massa média de 5 kg. Penas cinzas e brancas. Apresenta uma crista na região posterior do pescoço. Bico cor-de-rosa, com manchas cinzentas na ponta.                                                                                      | Monotípica. Do sudeste do Paquistão, Índia e Indonésia. Extinto nas Filipinas e possivelmente também no leste da China. Status: Quase ameaçada.                     |

### Espécies extintas
O registro fóssil mostra que a linhagem dos pelicanos existe há pelo menos 30 milhões de anos. O fóssil de pelicano mais antigo foi encontrado no sudeste da França e data do Oligoceno recente. O espécime assemelhava-se muito com os pelicanos atuais. Seu bico é quase completo e é morfologicamente idêntico aos apresentados pelas espécies ainda vivas, de modo a apontar que o aparato de alimentação já existia naquela época. Um fóssil do Mioceno recente foi nomeado Miopelecanus gracilis, inicialmente inserido em gênero à parte, porém atualmente é incluso no gênero Pelecanus. O Protopelicanus, do Eoceno tardio, possivelmente era um pelicano ou um suliforme, ou até mesmo uma ave aquática similar, tal qual o pseudodonte. O suposto pelicano mioceno Liptornis, da Patagônia, é um nomen dubium, já que a defesa de sua existência é baseada em fragmentos que fornecem evidências insuficientes para sustentar uma descrição válida.
Descobertas fósseis da América do Norte têm sido escassas em comparação com a Europa, que tem um registro fóssil mais rico. São também conhecidas, por meio de fósseis, um grande número de espécies extintas do género Pelecanus:
- Pelecanus alieus, (Plioceno tardio, Idaho, EUA)[carece de fontes?]
- Pelecanus cadimurka, Rich & van Tets, 1981 (Plioceno tardio, Sul da Austrália)[38]
- Pelecanus cautleyi, Davies, 1880 (Plioceno recente, Índia)[37]
- Pelecanus fraasi, Lydekker, 1891 (Mioceno médio, Bavária, Alemanha)[37]
- Pelecanus gracilis/Miopelecanus gracilis, Milne-Edwards, 1863 (Mioceno recente, França)[37]
- Pelecanus halieus, Wetmore, 1933 (Plioceno tardio, Idaho, EUA)
- Pelecanus intermedius, Fraas, 1870 (Mioceno médio, Bavária, Alemanha)[37] (transferido ara Miopelecanus, por Cheneval, em 1984)
- Pelecanus odessanus, Widhalm, 1886 (Mioceno tardio,proximidades de Odessa, Ucrânia)[39]
- Pelecanus schreiberi, Olson, 1999 (Plioceno recente, Carolina do Norte, EUA)[36]
- Pelecanus sivalensis, Davies, 1880 (Plioceno recente, Siwalik Hills, Índia)[37]
- Pelecanus tirarensis, Miller, 1966 (Oligoceno tardio ao Mioceno médio, Sul da Austrália)[40]

## Descrição

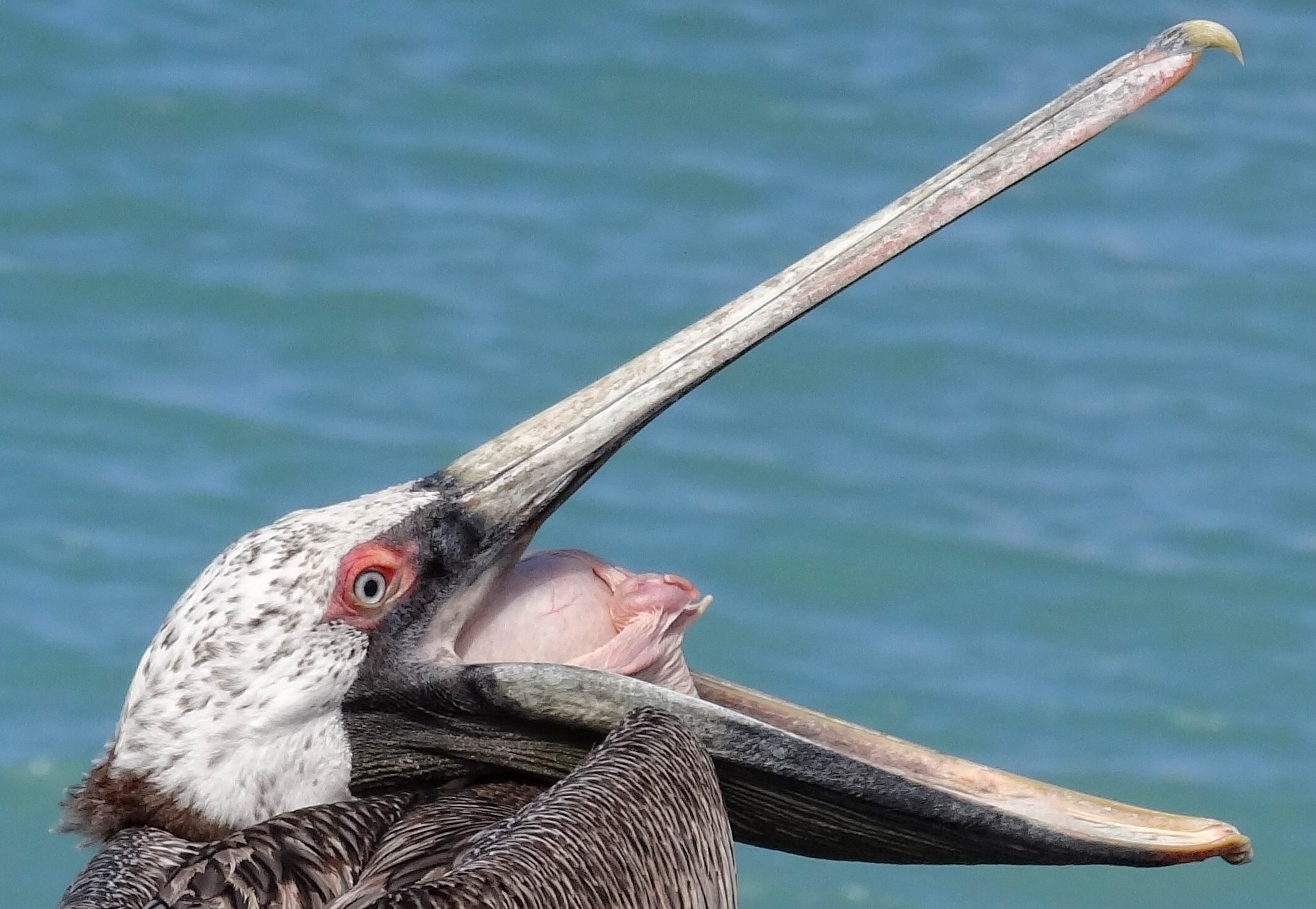
Um pelicano-pardo abrindo o bico e inflando o saco de ar, de modo a exibir parte da anatomia interna do bico

Pelicanos são grandes aves marinhas com longos bicos, caracterizados por uma curvatura em foma de gancho no fim da maxila, além de uma enorme bolsa abaixo da mandíbula. Os ramos delgados da região inferior do bico e os músculos flexíveis da íngua formam uma bolsa em forma de cesta, a qual é útil na captura de peixes e eventualmente de água da chuva. A língua em si é minúscula, porém tal peculiaridade anatômica não atrapalha a deglutição de peixes. Os pelicanos têm um longo pescoço e curtas pernas robustas, com pés grandes, os quais apresentam membranas interdigitais entre os dedos. Apesar de estarem entre os pássaros com maior massa, são relativamente leves, haja vista sua aparência, graças aos ossos pneumáticos e aos sacos de ar, que auxiliam-nos a flutuar na água e a voar. A cauda é curta e quadrada. As asas são longas e largas, apropriadamente moldadas para voar alto e planar, e possuem um número anormalmente grande de penas de voo secundárias - de 30 a 35. Os machos são maiores que as fêmeas e possuem longos bicos. Ao tratar-se da menor espécie, o pelicano-pardo, pequenos indivíduos não passam de 2,75 kg nem dos 106 cm de comprimento, com uma envergadura média de 183 cm. A suposta maior das espécies, o pelicano-crespo, ultrapassa os 15 kg e os 183 de comprimento, com uma envergadura máxima de 3 m. O bico do pelicano-australiano pode 

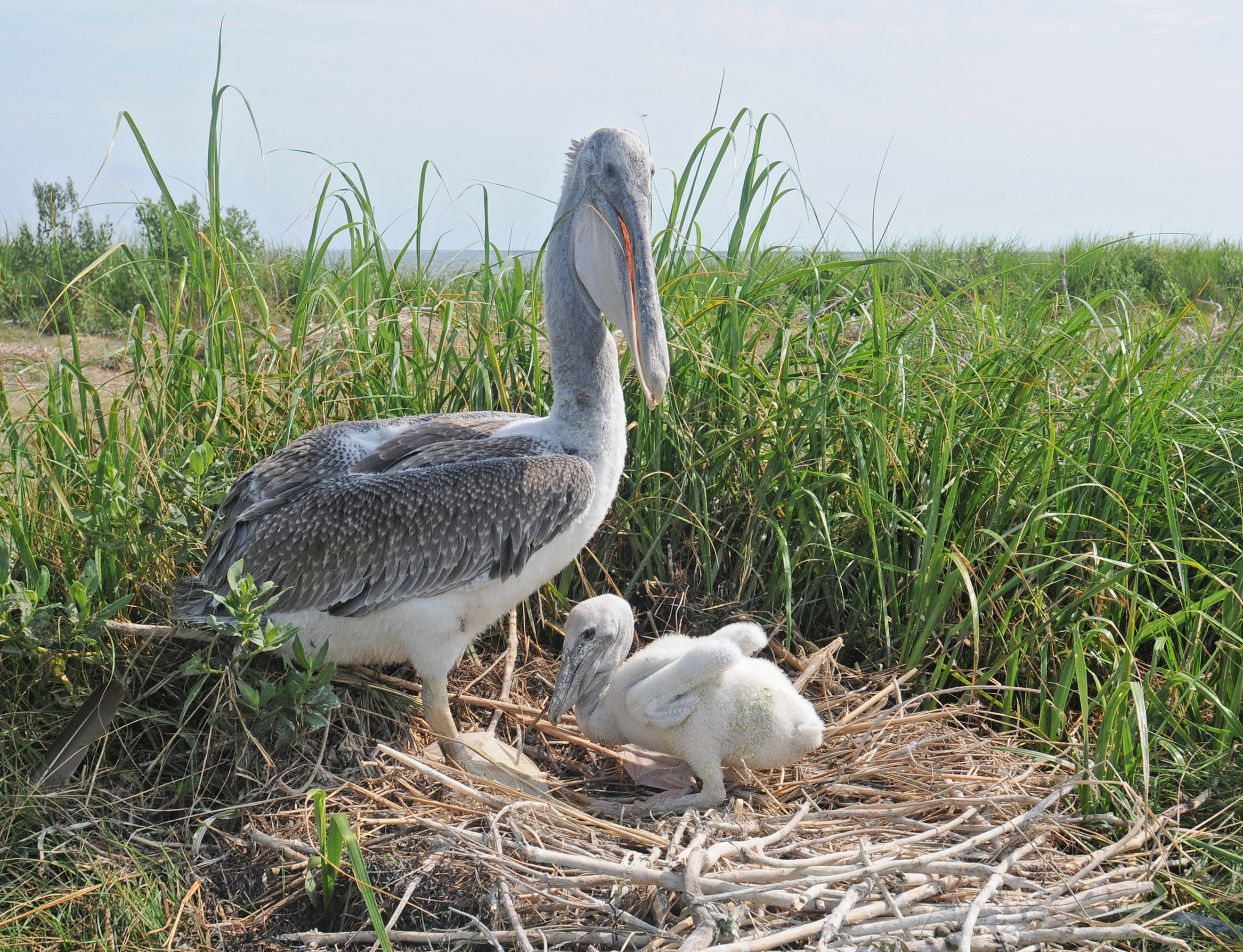
Pelicano-pardo adulto com um filhote num ninho, na baía de Chesapeake, Maryland, EUA. Esta espécie nidifica no solo, desde que não haja árvores, nas quais seria possível a construção de ninhos.

superar os 5 m de comprimento, em machos, de modo a ser o organismo atual com o maior bico.

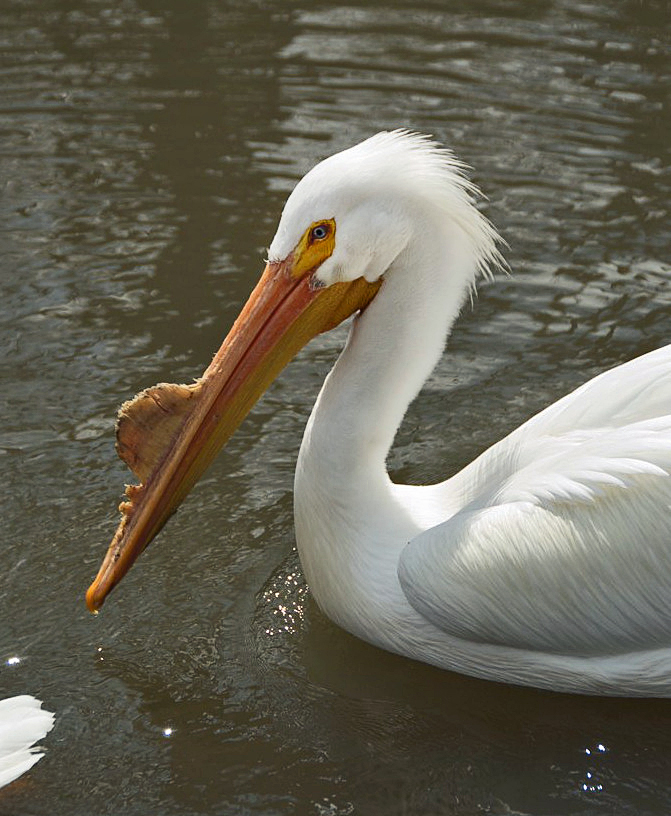
Pelicano-americano coma a protuberância característica do período reprodutivo.

Pelicanos têm comumente plumagem clara. São exceções o pelicano-pardo e o pelicano-peruano. O bico, a bolsa e a região nua da face adquirem corres mais vivas no início da estação reprodutiva. A bolsa das subespécies californianas do pelicano-pardo adquire coloração vermelha-brilhante e descolore até tornar-se amarela, depois da postura dos ovos, enquanto a bolsa do pelicano-peruano adquire cor azul na temporada de reprodução. No caso do pelicano-americano, desenvolve-se uma protuberância no bico, no período de postura. Os filhotes possuem penas mais escuras que as dos adultos. Recém-nascidos são desprovidos de penas e tem pele cor-de-rosa, adquirindo pele cinzenta entre 4 e 14 dias após a eclosão dos ovos. Posteriormente, adquirem penugem cinza ou branca.

### Sacos de ar
Dissecações feitas em pelicanos-pardos, em 1939, mostraram que eles apresentam uma rede de sacos de ar subcutâneos, situados ao longo do ventre, em regiões como garganta, peito e sob as asas. Há também sacos de ar em seus ossos. Tais estruturas conectam-se ao sistema respiratório, de modo que o pelicano pode inflá-las por meio do fechamento de sua glote. Porém, o modo pelo qual os sacos inflam ainda não é claro. Os sacos de ar servem para manter o pelicano notavelmente flutuante na água e também pode amortecer o impacto do corpo do pelicano na superfície da água quando eles mergulham do voo na água para pegar peixes. Sacos aéreos superficiais também podem ajudar a arredondar os contornos do corpo (especialmente sobre o abdômen, onde as protuberâncias de superfície podem ser causadas pelas vísceras mudando de tamanho e posição) para permitir que as penas sobrejacentes formem isolamento térmico mais eficaz e também para permitir que as penas sejam mantidas em posição aerodinâmica.

## Distribuição e habitat
Os pelicanos atuais são encontrados em todos os continentes, exceto na Antártida. Habitam principalmente regiões temperadas, embora as faixas de reprodução se estendam até as latitudes de 45 ° Sul (pelicanos-australianos na Tasmânia) e 60 ° Norte (pelicanos-americanos no oeste do Canadá). Aves de águas interiores e costeiras, estão ausentes das regiões polares, do oceano profundo, das ilhas oceânicas (exceto as Galápagos) e do interior da América do Sul, bem como da costa leste da América do Sul, da foz do rio Amazonas para o sul. Os ossos subfósseis foram recuperados além do sul da Nova Zelândia, embora sua escassez e ocorrência isolada sugiram que esses restos possam ser oriundos da Austrália, de modo que o mar os teria conduzido ao local da descoberta.

## Comportamento e ecologia

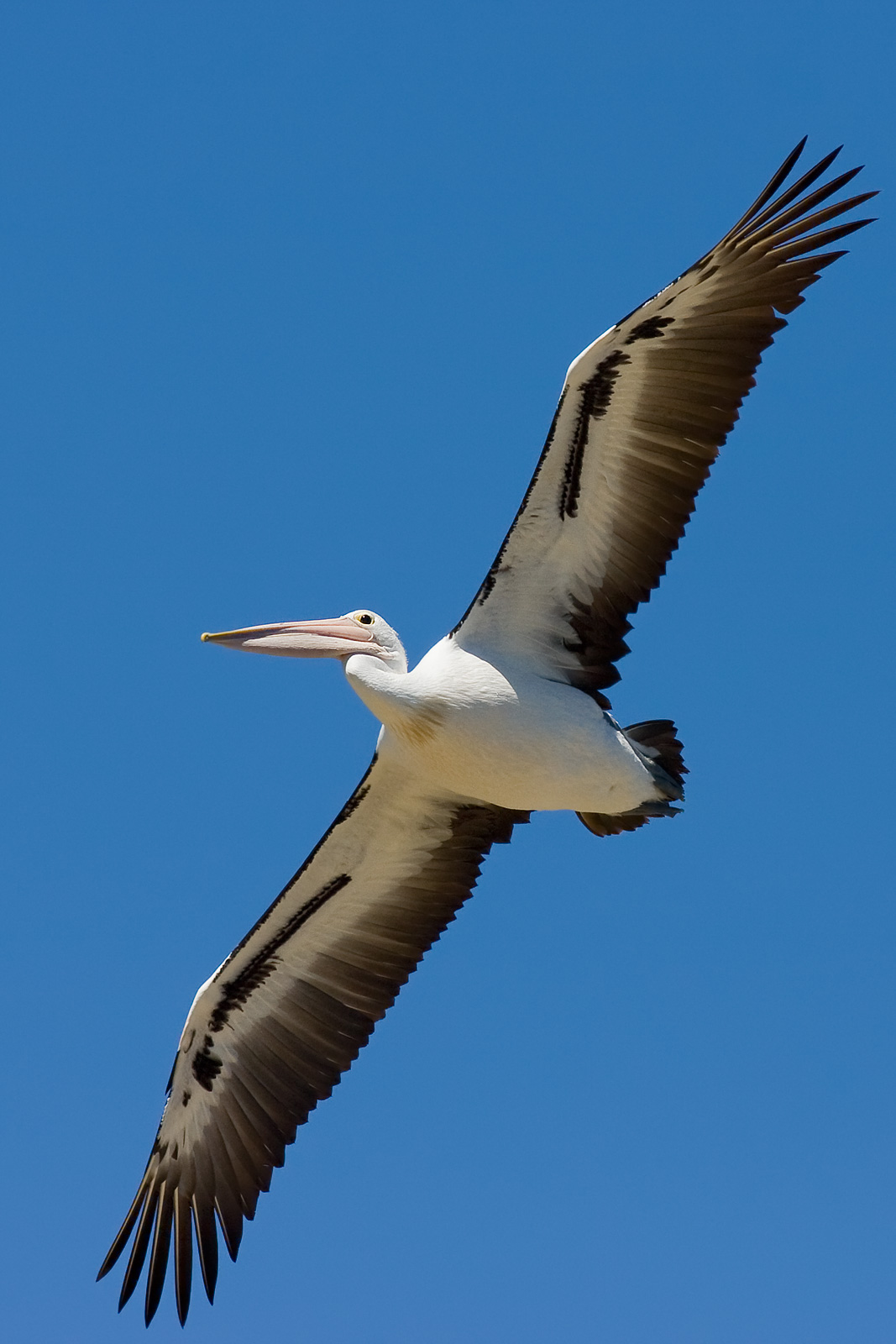
Pelicano-australiano planando, com suas grandes asas estendidas.

Pelicanos nadam bem, graças à suas fortes pernas e às membranas interdigitais em seus pés. Eles friccionam as costas de sua cabeça em sua glândula uropigiana, a fim de obter uma secreção oleosa. Tal óleo é transferido à  plumagem, de modo a impermeabilizá-la. Tal comportamento ocorre em todas as aves.
Segurando suas asas apenas frouxamente contra seus corpos, os pelicanos flutuam com uma pequena parte de seus corpos abaixo da superfície da água. As referidas aves dissipam seu excesso de energia térmica por flutuação gular, isto é, ondulam a pele de sua garganta e a bolsa, com o bico aberto, de modo a provocar o resfriamento por evaporação. Eles se empoleiram e alimentam comunitariamente em praias, bancos de areia e em águas rasas.
Uma camada fibrosa nos músculos do peito pode manter as asas rigidamente horizontais para o pouso e para a decolagem. Assim, conseguem alcançar alturas de 3000 m ou mais. Utilizam também a técnica de voo em V, de modo a conseguir percorrer até 150 km, interruptamente, com o propósito de encontrar áreas de alimentação. Os pelicanos também voam baixo  sobre trechos de água, usando um fenômeno físico para reduzir o arrasto e aumentar a sustentação. À medida que o ar flui entre as asas e a superfície da água, ele é comprimido para uma densidade mais alta e exerce uma força ascendente mais forte contra a ave acima. Desse modo, poupa-se bastante energia durante o voo.
Pelicanos adultos dependem de exibições visuais para comunicarem-se, particularmente usando suas asas e bicos. Demonstrações hostis consistem em empurrar e agarrar os oponentes com seus bicos, ou levantar e abanar as asas de maneira ameaçadora. Pelicanos adultos grunhem quando estão em grandes grupos, mas geralmente ficam em silêncio em outros lugares ou fora da época de reprodução.

### Reprodução e longevidade
Os pelicanos aninham-se em grandes grupos. Os pares são monogâmicos por uma única temporada, mas o par de vínculo se estende apenas para a área de nidificação; companheiros são independentes longe do ninho. As espécies de ninho terrestre têm um corte comunitário complexo envolvendo um grupo de machos perseguindo uma única fêmea no ar, em terra ou na água enquanto apontam, escancarados e empurrando seus bicos um para o outro. Eles podem terminar o processo em um dia. As espécies de nidificação de árvores têm um processo mais simples no qual machos empoleirados gritam para as fêmeas. A localização do grupo de reprodução é limitada pela disponibilidade de um amplo suprimento de peixes para comer, apesar do grande aparato de tais aves para obter comida.
O pelicano-australiano tem duas estratégias reprodutivas, dependendo do grau local de previsibilidade ambiental. Grupos de dezenas ou centenas, raramente milhares, de aves se reproduzem regularmente em pequenas ilhas costeiras e subcostais, onde a comida é sazonal ou permanentemente disponível. Em regiões áridas da Austrália, especialmente na bacia endorreica do Lago Eyre, os pelicanos se reproduzem oportunisticamente em um número muito grande, de até 50 000 pares, quando grandes enchentes irregulares, que podem ter muitos anos de intervalo, preenchem efêmeros lagos salgados e fornecem grandes quantidades de alimentos por vários meses, antes de secar novamente.
Em todas as espécies, a cópula ocorre no local do ninho; começa logo após o pareamento e continua por 3 a 10 dias antes da postura. O macho traz o material de nidificação, em espécies de nidificação no solo, às vezes na bolsa, e em espécies de nidificação de árvores, transversalmente no bico. A fêmea então empilha o material para formar uma estrutura simples.
Os ovos são ovais, brancos e grosseiramente texturizados. Todas as espécies normalmente colocam pelo menos dois ovos. Ambos os sexos incubam com os ovos, os quais podem ser expostos durante a mudança de turno. A incubação leva de 30 a 36 dias. O sucesso da eclosão para pares não perturbados pode chegar a 95%, mas devido à competição entre irmãos ou pelo siblicide, na natureza, todos os filhotes, com exceção de um, morrem nas primeiras semanas (mais tarde nas espécies pelicano-rosado e pelicano-de-bico-pintado). Ambos os pais alimentam seus filhotes. Os pequenos são alimentados por regurgitação. Após cerca de uma semana, eles são capazes de colocar suas cabeças nas bolsas dos pais e se alimentar. Às vezes, antes ou depois de alimentarem-se, os filhotes têm uma ataque epilético e ficam inconscientes, por uma razão desconhecida.
Os pais de espécies que aninham no chão às vezes arrastam jovens mais velhos pela cabeça antes de alimentá-los. Com cerca de 25 dias de idade, os jovens dessas espécies se reúnem em "creches" de até 100 aves, nas quais os pais reconhecem e alimentam apenas seus próprios filhos. Por 6 a 8 semanas, eles vagam, ocasionalmente nadam e podem praticar a alimentação comunitária. Entre 10 e 12 semanas após o nascimento, os filhotes permanecem juntos a seus pais, porém raramente são alimentados. Tornam-se maduros aos três ou quatro anos de idade. O sucesso global de reprodução é altamente variável. Os pelicanos vivem de 15 a 25 anos na natureza, mas alcançam até 54 anos em cativeiro.

### Alimentação
A dieta dos pelicanos costuma consistir em peixes, mas ocasionalmente anfíbios, tartarugas, crustáceos, insetos, aves e mamíferos são ingeridos. O tamanho da presa preferida varia dependendo da espécie e localização do pelicano. Por exemplo, na África, o pelicano-rosado geralmente come alevinos de até 400 g, enquanto o pelicano-branco prefere peixes um pouco maiores, de até 600 g. Na Europa, a última espécie foi registrada levando peixes de até 1,85 kg. Em águas profundas, os pelicanos-comuns costumam pescar sozinhos. Embora todas as espécies de pelicanos possam se alimentar em grupos ou sozinhas, os pelicanos-crespos, pelicanos-rosados e pelicanos-orientais são os únicos que preferem a alimentação solitária. Ao pescar em grupos, sabe-se que todas as espécies de pelicanos trabalham juntas para capturar suas presas, e os pelicanos-crespos podem até cooperar com corvos-marinhos-de-faces-brancas. Eles capturam vários peixes pequenos, expandindo a bolsa da garganta, que deve ser drenada acima da superfície da água antes da deglutição. Esta operação leva até um minuto, durante o qual outras aves marinhas podem roubar o peixe.
Peixes grandes são pegos com a ponta do bico, depois jogados no ar para serem pegos e escorregarem para dentro da garganta. Uma gaivota às vezes fica na cabeça do pelicano e o bica até distraí-lo e pega um peixe do bico aberto. Pelicanos também roubam o alimento de outras aves.
O pelicano-pardo costuma empreender mergulhos, a alturas de 10 a 20 m, para caçar, sobretudo quando as presas são anchovas ou clupeídeos. A única outra espécie a qual utiliza uma técnica similar é o pelicano-peruano, porém seus mergulhos são tipicamente a alturas menores. O pelicano-australiano e  pelicano-americano eventualmente mergulham, a pequenas alturas, de modo a primeiro aterrizar os pés e depois capturando a presa com o bico. Não foi registrada de mergulhos nas demais espécies. Presas aquáticas costumam ser pegas ao encontrarem-se na superfície da água. Embora alimente-se basicamente de peixes, o pelicano-australiano é também um carniceiro eclético e oportunista, de modo a vasculhar lixões em busca de carniça e "qualquer coisa, desde insetos e pequenos crustáceos até patos e cachorros pequenos". Não ocorre estoque de comida na bolsa do pelicano, ao contrário do que diz o folclore.
Pelicanos-comuns foram observados engolindo pombos da cidade no Parque St. James, em Londres. A porta-voz do Royal Parks Louise Wood afirmou que a predação de outras aves por pelicanos é mais comum entre espécimes mantidos em cativeiro e que vivem em um ambiente semi-urbano e estão em constante contato próximo com os seres humanos. No entanto, no sul da África, ovos e filhotes do corvo-marinho-do-cabo são uma importante fonte de alimento para a espécie. Várias outras espécies de aves integram a dieta deste pelicano na África do Sul, inclusive filhotes de ganso-patola da ilha Malgas Island. Também são predados corvos-marinhos-coronados, gaivotões, garajaus-de-bico-amarelo e pinguins-africanos na ilha ilha Dassen e em outros locais. O pelicano-australiano, o qual também possui uma direta variada, foi registrado alimentando-se de cercetas-cinzentas e de gaivotas-pratas. Há também relatos de pelicanos-pardos que predaram garças-brancas-grandes jovens na Califórnia, além de ovos e filhotes na Baixa Califórnia, México. Pelicanos-peruanos já foram vistos ingerindo filhotes de corvos-marinhos-imperiais e de petréis-mergulhadores, mas também gaivotas-cinzentas. Pelicanos-australianos, pelicanos-pardos e pelicanos-peruanos eventualmente praticam canibalismo, de modo a devorarem seus filhotes, em situações muito adversas.

## Estado e conservação

### Populações
Globalmente, as populações de pelicanos são negativamente afetadas pelos seguintes fatores: declínio do fornecimento de peixes, pela pesca excessiva ou poluição da água;

destruição do habitat; efeitos diretos da atividade humana, como perturbação nas colônias de nidificação, caça e abate, entrelaçamento nas linhas de pesca e ganchos e a presença de poluentes como o DDT. A maioria das populações de espécies é mais ou menos estável, embora três sejam classificadas pela IUCN como quase ameaçadas. Todas as espécies reproduzem prontamente em zoológicos, o que é potencialmente útil para o manejo de conservação.

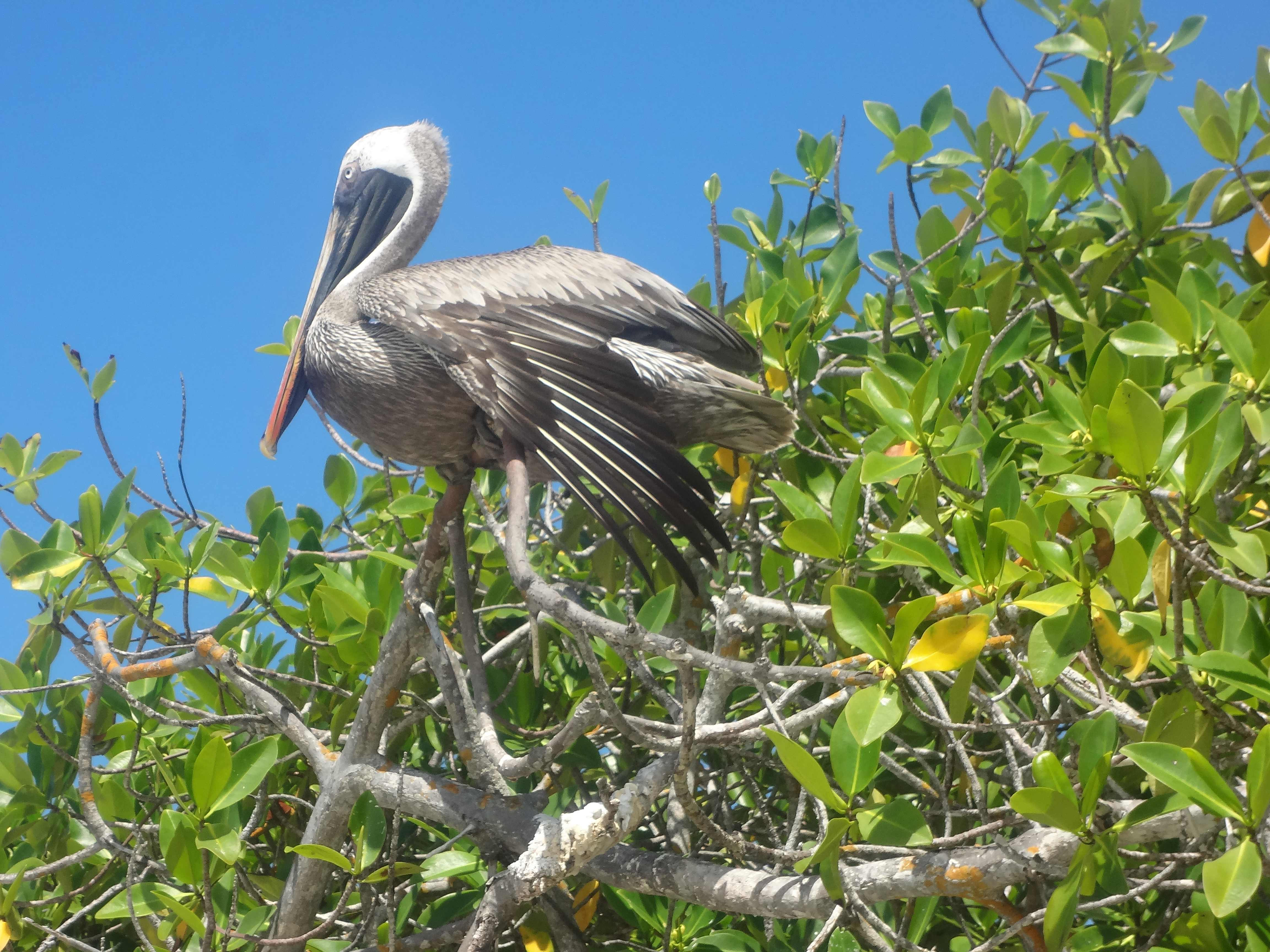
Pelicano-pardo, Baía de Tortuga, Ilha de Santa Cruz, Galápagos.

Estima-se que  junção das populações de pelicanos-pardos e de pelicanos-peruanos conte com 650 000 indivíduos, de modo que 250 000 aves encontrem-se distribuídas por Estados Unidos e Caribe, enquanto 400 000 estão no Peru. A National Audubon Society estima que a população dos pelicanos-pardos, somente, seja composta por 300 000 indivíduos. O número de pelicanos-pardos caiu drasticamente nas décadas de 1950 e 1960, devido à poluição ambiental do DDT. A espécie foi ameaçada de extinção nos EUA em 1970. Com restrições ao uso de DDT nos EUA desde 1972, sua população se recuperou e foi retirada da lista em 2009.
O pelicano-peruano está listado como quase ameaçado porque, embora a estimativa da BirdLife International seja superior a 500 000 indivíduos maduros, e possivelmente está aumentando, foi muito maior no passado. A população despencou durante o El Niño de 1998 e poderá sofrer quedas semelhantes no futuro. As necessidades de conservação incluem monitoramento regular em toda a extensão para determinar as tendências da população, especialmente após anos de El Niño, restringindo o acesso humano a importantes colônias de reprodução e avaliando as interações com a pesca.
Já os pelicanos-de-bico-pintado são cerca de 13 000 a 18 000 e são considerado quase ameaçados na Lista Vermelha de Espécies Ameaçadas da IUCN. Os números declinaram substancialmente durante o século XX, sendo um dos fatores cruciais a erradicação da importante colônia de reprodução do Vale do Sittaung, na Birmânia, por meio do desmatamento e da perda de locais de alimentação. As principais ameaças que enfrentam são a perda de habitat e perturbação humana. Houve maior prosperidade para a espécie na Índia e no Camboja, graças à maio proteção dada pelos países à ave.
O pelicano-rosado tem uma grande população, a qual pode ser encontrada em boa parte da África Subsaariana. Na ausência de ameaças substanciais ou evidência de declínio em toda a sua abrangência, seu estado de conservação é avaliado como sendo de menor preocupação. Ameaças regionais incluem a drenagem de zonas úmidas e o aumento da perturbação no sul da África. A espécie é suscetível à bioacumulação de toxinas e à destruição de árvores de nidificação pela exploração madeireira.

A população do pelicano-americano tem crescido em número, com população composta por aproximadamente por 157 000 em 2005, aumentando em grande parte dos locais que habita, exceto no oeste. Entretanto, os dados não são claros em áreas em que houve sérios danos à ave, outrora.

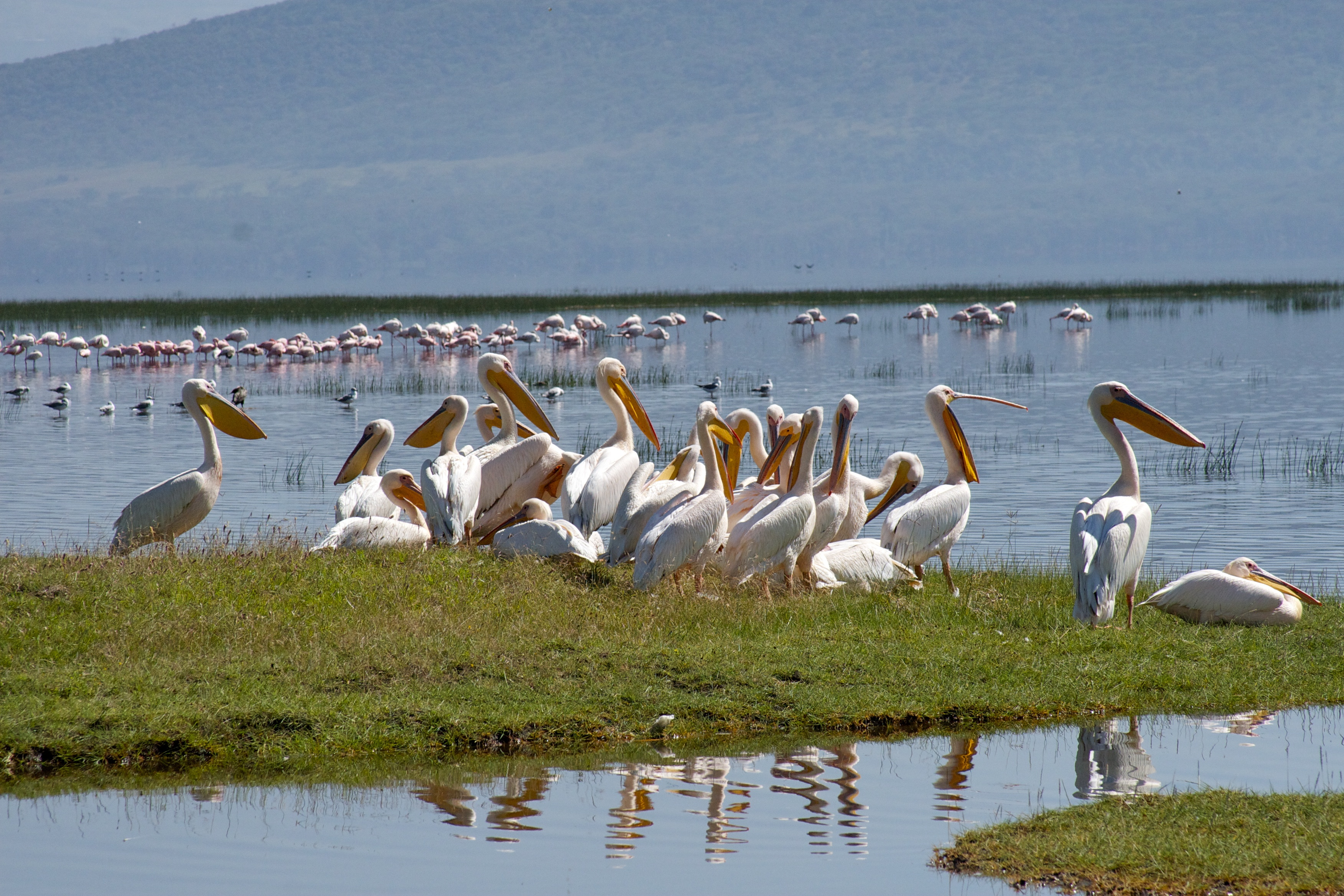
Pelicanos-comuns no Quênia.

Pelicanos-comuns abrangem uma grande área, da África ao do sul da Ásia. A tendência geral em números é incerta, com uma mistura de populações regionais que estão aumentando, declinando, estáveis ou desconhecidas. Nenhuma evidência foi encontrada de rápido declínio geral, e o estado de conservação da espécie é avaliado como sendo de menor preocupação. Ameaças incluem a drenagem de zonas úmidas, perseguição e caça esportiva, distúrbios nas colônias de reprodução e contaminação por pesticidas e metais pesados.
O pelicano-crespo apresenta uma população estimada entre 10 000 e 20 000 indivíduos, após grandes declínios durante os séculos XIX e XX. As principais ameaças em curso incluem a caça, especialmente na Ásia Oriental; colisão com linhas aéreas de energia e a exploração demasiada dos estoques pesqueiros. Ele está listado como quase ameaçado pela Lista Vermelha de Espécies Ameaçadas da IUCN, uma vez que a tendência da população é de queda, especialmente na Mongólia, onde está quase extinta. No entanto, vários grupos da espécie estão aumentando de tamanho na Europa. O maior agrupamento, no Pequeno Lago Prespa, na Grécia, alcançou cerca de 1 400 casais reprodutores.
Difundidos por toda a Austrália, os pelicanos-australianos são de 300 000 a 500 000 indivíduos. Os números gerais da população flutuam ampla e erraticamente, dependendo das condições das terras úmidas e do sucesso de reprodução em todo o continente. A espécie é avaliada como sendo de menor preocupação.

### Abate e perturbações
Pescadores às vezes abatem pelicanos por considerá-los fortes competidores em relação à pesca, apesar de que a quantidade de peixes capturados pelas referidas aves é bastante inferior à quantia pescada por humanos. Desde a década de 1880, pelicanos-americanos têm sido abatidos, seus ovos e filhotes foram deliberadamente eliminados, e seus locais de alimentação e nidificação foram degradados por esquemas de gerenciamento de água e drenagem de terras úmidas. Mesmo no século XX, um aumento na população de pelicaniformídeos da espécie no sudeste de Idaho, nos Estados Unidos, ameaçou a pescaria recreativa de trutas, levando a tentativas oficiais de reduzir o número de pelicanos por meio de assédio sistemático e abate.
Pelicanos-comuns de Dyer Island, na região de Cabo Ocidental, na África do Sul, foram sacrificados durante o século XX, porque a predação de ovos e filhotes de aves marinhas produtoras de guano, por pelicanos, ameaçava a sobrevivência dos coletores de tal adubo natural. Mais recentemente, essa predação nas colônias de aves marinhas da África do Sul tem impactado a conservação de populações ameaçadas de aves marinhas, especialmente corvos-marinhos-coronados, corvo-marinho-do-cabo e biguás. Isso levou a sugestões de que o número de pelicanos deveria ser controlado em colônias vulneráveis.
Além da destruição do habitat e da perseguição deliberada e direcionada, os pelicanos são vulneráveis a perturbações em seus agrupamentos de reprodução por observadores de pássaros, fotógrafos e outros visitantes curiosos. A presença humana, por si só, pode fazer com que as aves desloquem-se ou destruam acidentalmente seus ovos, deixem os filhotes expostos a predadores e condições climáticas adversas, ou até abandonem completamente suas colônias.

### Envenenamento e poluição
A poluição do DDT no ambiente foi uma das principais causas do declínio das populações de pelicanos-pardos na América do Norte nas décadas de 1950 e 1960. O poluente
entrou na cadeia alimentar oceânica, contaminando e acumulando-se em várias espécies, incluindo um dos peixes de alimento primário do pelicano - a anchova-do-norte. O metabolismo de pelicanos e de muitas outras aves o transforma em DDE, Uma toxina que afeta a reprodução, de modo a acarretar a formação de cascas de ovos finas e frágeis. Desde que uma proibição efetiva do uso de DDT foi implementada nos EUA em 1972, as cascas de ovos de pelicanos-pardos tornaram-se mais espessas e as populações puderam prosperar.
No final da década de 1960, após o grande declínio no número de pelicanos-pardos em Louisiana, devido ao envenenamento por DDT, 500 pelicanos foram importados da Flórida para aumentar e restabelecer a população; mais de 300 morreram posteriormente em abril e maio de 1975, por conta do pesticida endrin. Cerca de 14 000 pelicanos, incluindo 7500 pelicanos-americanos, morreram de botulismo após ingerir peixes do Lago Salton em 1990. Em 1991, um número anormal de pelicanos-pardos e corvos-marinhos-de-brandt morreu em Santa Cruz, Califórnia, devido ao consumo de anchovas contaminadas com ácido domóico, uma neurotoxina produzida pelas diatomáceas Pseudo-nitzschia.

## Simbologia
Na Europa medieval, considerava-se o pelicano um animal especialmente zeloso com seu filhote, ao ponto de, não havendo com que o alimentar, dar-lhe de seu próprio sangue. Seguiu-se, então, que o pelicano tornou-se um símbolo da Paixão de Cristo e da Eucaristia. Ele compunha os bestiários como símbolo de auto-imolação além de ter sido utilizado na Heráldica (um pelicano em piedade). Esta lenda, talvez, surgiu porque o pelicano costumava sofrer de uma doença que deixava uma marca vermelha em seu peito. Em outra versão, explica-se que o pelicano costumava matar seus filhotes e, depois, ressuscitá-los com seu sangue, o que seria análogo ao sacrifício de Jesus.